# Aubun
Aubun là một loại nho màu đỏ được trồng để chế tạo rượu vang. Chúng được trồng chủ yếu ở khu vực thung lũng Rhône. Giống nho có đặc điểm tương tự như nho Carignan ở chỗ nó có xu hướng tạo ra năng suất cao và tạo ra loại rượu vang có chứa chất béo với vị kết thúc hơi đắng. Vào đầu thời kỳ dịch phylloxera của thế kỷ 19, cây nho Auban cho thấy khả năng kháng sâu bệnh cũng như kháng bệnh sương mai và phấn trắng. Cây nho có xu hướng đâm chồi muộn và không bị ảnh hưởng bởi sương giá mùa xuân. Năm 2000, có 1.400 hécta (3.500 mẫu Anh) của Aubun ở Pháp.

## Cách gọi khác
Trong tiếng Anh, Aubun cũng được gọi là Carignan de Bedoin, Carignan de Bedouin, Carignan de Gigondas, Counoise, Guyene, Morescola, Motardie, Moustardier, Moustardier Noir, Moutardier, Quenoise.

## Nhầm lẫn với Counoise
Aubun dễ bị nhầm lẫn với Counoise, vì có sự tương đồng lớn trong vườn nho. Aubun và Counoise cũng được trồng hỗn hợp trong một cánh đồng hỗn hợp ở một số vườn nho cũ. Do đó, Counoise cũng được xem như là một cách gọi khác với Aubun, nhưng Counoise "thực sự" được coi là một loại nho có chất lượng cao hơn, đây là một trong những giống nho được phép pha chế ra loại rượu vang Châteauneuf-du-Pape.